# Stora Valla
Lo Stora Valla è uno stadio di calcio situato a Degerfors, in Svezia. La sua capienza ufficiale è di 7 500 posti.

## Storia
Quando il Degerfors nel 1932 fu promosso in seconda serie, iniziò ad essere sollevata la questione di un nuovo impianto.
Nell'autunno del 1937 Ragnar Hjort affidò la progettazione del Degerfors Idrottsplats (questo il primo nome dello stadio) al neoassunto ingegnere Yngve Hellgren. L'edificazione dello stadio fu invece affidata al costruttore David Jonsson nel 1938, con un costo totale di circa 100 000 corone dell'epoca.
La denominazione ufficiale "Degerfors Idrottsplats" è stata decisa il 27 giugno 1938. L'inaugurazione avvenne un mese dopo, il 24 luglio, con la partita Degerfors-GAIS accompagnata da altri eventi come processioni, prove di atletica e intrattenimento musicale. Una settimana più tardi, il 31 luglio, il Degerfors giocò qui il primo incontro in Allsvenskan della propria storia, perdendo contro i campioni di Svezia in carica dello Sleipner.
Il nome dell'impianto cambiò nel 1950 in Stora Valla.
Il 1º settembre 1963 si registrò il record di presenze, quando 21 065 spettatori assistettero alla sfida contro l'IFK Norrköping.
Il 29 agosto 2003 lo Stora Valla è stato riconosciuto come luogo di memoria sportiva. Nel 2006 l'impianto fu ristrutturato: la pista di atletica venne rimossa, dietro la porta venne costruita una tribunetta, inoltre la tribuna centrale fu dotata di seggiolini al posto delle panche in legno presenti fino a quel momento.